# William Bebb

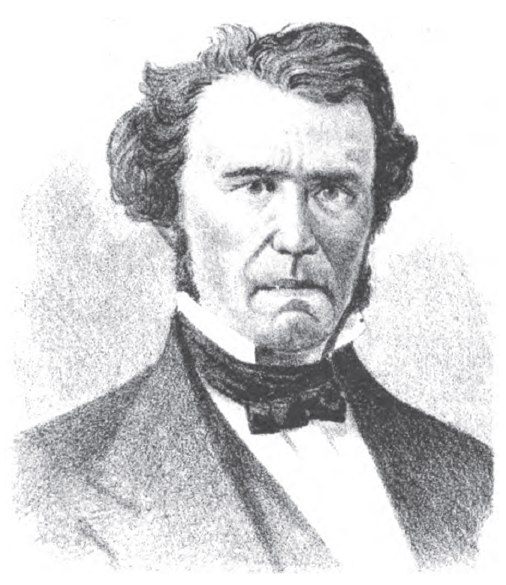
William Bebb

William Bebb (* 8. Dezember 1802 im Butler County, Ohio; † 23. Oktober 1873 in Rockford, Illinois) war ein US-amerikanischer Politiker und von 1846 bis 1849 der 19. Gouverneur des Bundesstaates Ohio.

## Frühe Jahre und politischer Aufstieg
William Bebb besuchte die örtlichen Schulen seiner Heimat und wurde anschließend selbst Lehrer. Im Jahr 1828 gründete er die „Sycamore Grove School for Boys“. Außerdem studierte er noch Jura. Nach seinem erfolgreichen Examen und seiner Zulassung als Rechtsanwalt begann er in Hamilton in seinem neuen Beruf zu arbeiten.
Politisch war Bebb ein Anhänger und Mitglied der Whig Party. Im Jahr 1840 unterstützte er den Präsidentschaftswahlkampf von William Henry Harrison und 1844 war er Delegierter zur Whig National Convention in Baltimore, auf der Henry Clay als Präsidentschaftskandidat nominiert wurde. Im Oktober 1846 wurde er dann mit 48,3 Prozent vor dem Demokraten David Tod zum Gouverneur seines Staates gewählt.

## Gouverneur von Ohio
Bebb trat sein neues Amt am 12. Dezember 1846 an. In seiner Amtszeit wurden weitere Soldaten für den Kriegseinsatz im Mexikanisch-Amerikanischen Krieg rekrutiert. Das geschah trotz der Ablehnung des Krieges durch den Gouverneur und seine Partei. Eine Gefängnisreform wurde auf den Weg gebracht und das Haushaltsdefizit verringert. Gleichzeitig wurde die Schulpolitik durch einen höheren Etat verbessert. Bebb strebte im Jahr 1848 keine Wiederwahl an. Seine Amtszeit, die im Dezember 1848 hätte enden sollen, wurde bis zum 22. Januar 1849 verlängert, weil sich die Legislative noch über die Gültigkeit der Wahl seines Nachfolgers Seabury Ford stritt.
Nach dem Ende seiner Amtszeit zog Bebb in die Nähe von Rockford in Illinois, wo er eine große Farm erworben hatte. Dort hat er unter unklaren Umständen einen Eindringling erschossen. Dafür wurde er wegen Mordes angeklagt, aber freigesprochen. Später erhielt er noch einen Verwaltungsposten im Rentenbüro der Bundesregierung in Washington, D.C. Politisch unterstützte er damals Abraham Lincoln. William Bebb verstarb im Jahr 1873 in Rockford.